# Вал Антонина
Вал Антони́на («Стена Антонина»; англ. Antonine Wall, лат. Vallum Antonini) — укрепление из камня и торфа, построенное Римской империей в 142—154 гг. при императоре Антонине Пие поперёк современной Шотландии (на широте Эдинбурга и Глазго) войсками под командованием Квинта Лоллия Урбика. Он расположен  в 160 км к северу от ранее сооружённого Вала Адриана. Длина — 63 км, ширина — 5 м, высота — 3-4 м. На валу было 26 фортов.
В 160 году римляне оставили стену. В 208 году вал Антонина по указу императора Септимия Севера был снова занят римлянами. Солдаты Септимия Севера восстановили часть вала, соорудив так называемые Северовы стены, однако они долго не прослужили. Спустя несколько лет вал был опять оставлен римлянами.
Вал Антонина был включён в список всемирного наследия ЮНЕСКО 7 июля 2008 года.